# رونالد لويس
رونالد لويس (بالإنجليزية: Ronald Lewis)‏ هو ممثل بريطاني، ولد في 11 ديسمبر 1928 في المملكة المتحدة، وتوفي بنفس المكان في 11 يناير 1982.

## أعمال

### أفلام
- (1956) هيلين الطروادية

## وصلات خارجية
- رونالد لويس على موقع IMDb (الإنجليزية)
- رونالد لويس على موقع تيرنر كلاسيك موفيز (الإنجليزية)
- رونالد لويس على موقع قاعدة بيانات الفيلم (الإنجليزية)